# Girolamo Bargagli

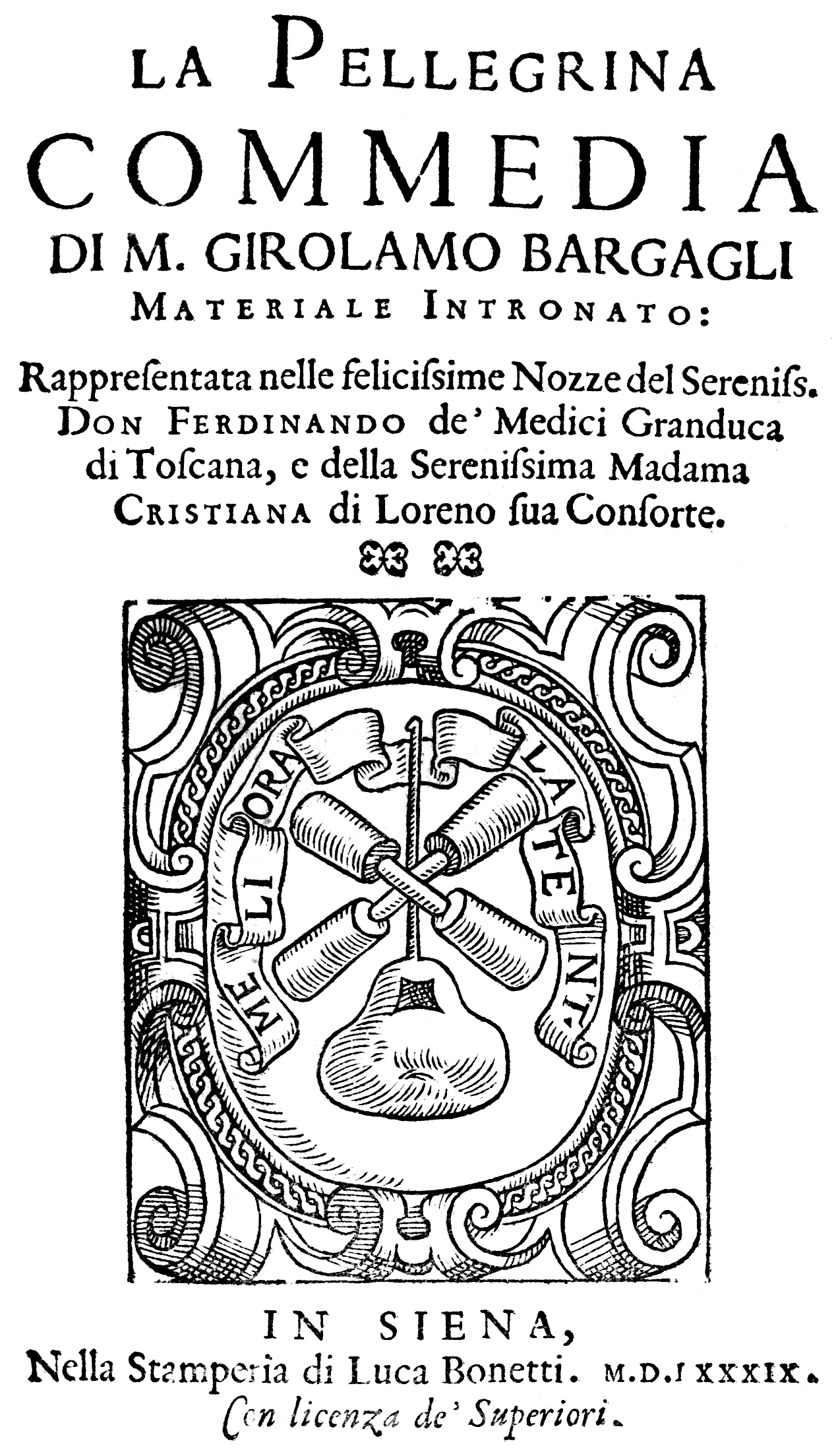
Vorsatzblatt der Komödie La Pellegrina von Girolamo Bargagli, 1589

Girolamo Bargagli (* 1537 in Siena; † 1586 ebenda) war ein italienischer Dichter und Jurist.

## Biografie

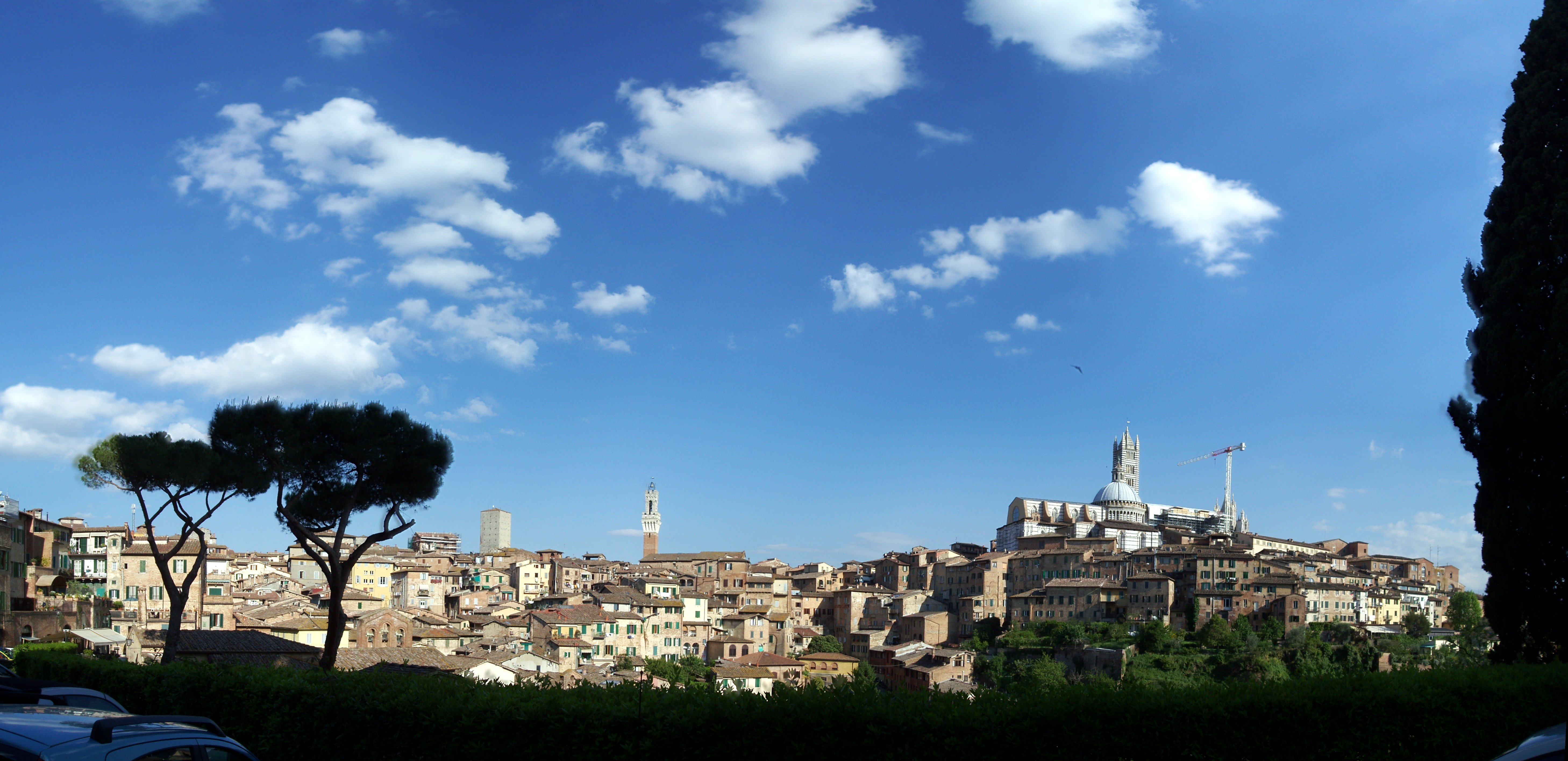
Panorama von Siena

Girolamo Bargagli wurde 1537 in Siena als Sohn des Juristen Giulio Bargagli und seiner Ehefrau Ortensia Ugurgieri geboren. Eine Zuwanderung der Familie aus der gleichnamigen Stadt Bargagli in Ligurien eine Generation zuvor ist durchaus möglich, da es auch Girolamo später nach Genua zog, das nur 18 km von Bargagli entfernt liegt. Der Vater war in verschiedenen öffentlichen Ämtern in den Jahren unmittelbar nach der florentinischen Eroberung von Siena (1555) tätig. 1557 trat Girolamo Bargagli der Accademia degli Intronati bei, was zunächst vom Großherzog Cosimo I. de’ Medici verboten war. Jene Phase der letzten Auseinandersetzungen Florenz' mit dem kaisertreuen Siena, die letztlich in die Eingliederung ins Großherzogtum Toskana mündete, war eine des Umbruchs, die neuen zuströmenden Talenten Chancen bot.
Girolamo Bargagli schloss 1563/64 sein Studium ab und lehrte Privatrecht an der Universität Siena, wo er im akademischen Jahr 1563/64 als lettore di Instituta geführt wurde. Die Stadt Siena berief ihn danach als Zivilrichter (corte civile della città). Dieses Amt  bekleidete er bis 1567. Für die darauffolgende Zeit zwischen 1567 und 1574 gibt es nur wenige Berichte, außer der Meldung, dass er nach Genua gegangen sei, um dort den Posten des Anhörungsbeauftragten der Rotuli- und Bürgerrechte gegenüber dem Staatsanwalt einzunehmen. Wann er genau in seine Heimatstadt zurückkehrte, um sich dort als Rechtsanwalt niederzulassen, ist ungeklärt. Bekannt ist lediglich, dass er gerade in den Vorbereitungen begriffen war seinen alten Posten in Genua wieder zu übernehmen, als ihn der Tod 1586 ereilte.
1572 schrieb Girolamo Bargagli seine Intronati in Dialogform (Dialogo de' giuochi), die als geistreiche Wortspiele bei den Sieneser Abendgesellschaften (veglie senes) im Wechselspiel zwischen Mann und Frau speziell während der raueren Karnevalssaison vorgetragen wurden. Sein jüngerer Bruder Scipione Bargagli (1540–1612) versuchte diese Tradition mit den Trattenimenti fortzusetzen. Sowohl die Intronati als auch die mit ihnen konkurrierenden antiklassischen und betont rustikaleren Congrega dei rozzi leben bis heute als Institution in Siena fort und werden in speziellen Theatern weiterhin aufgeführt. Außerdem reichte ihr Einfluss bis hin nach Venedig zu Anfang des 17. Jahrhunderts, wo im Rahmen eines Banketts zu Ehren des Dogen Marino Grimani 38 kurze Stücke eines lange anonymen Autoren in der Form der veglie senes vorgetragen wurden – eine Kunstform, die man bis dahin in Venedig nicht kannte. Diese Stücke wurden später einem einzigen Autor zugeschrieben: Enea Piccolomini.
Natascha Adamovsky verglich bei einer Analyse die Dialogo de’ giuochi mit den Frauenzimmer-Gesprächsspielen (1641–1649) von Georg Philipp Harsdörffer. In beiden seien eine Fülle von Spielen gesammelt, „in denen mit Hilfe von Regeln über ein großes sprachliches Material sowie über ein breites Wissen verfügt wird. Indem man über Moralia, Emblemata, Allegorien, Symbole und Metaphern spricht, werden Begriffe geklärt und definiert und Unterscheidungen geübt. Rätsel und Gleichnisse bringen Denkschemata zum Vorschein und inspirieren die Werkzeuge der Neugier.“

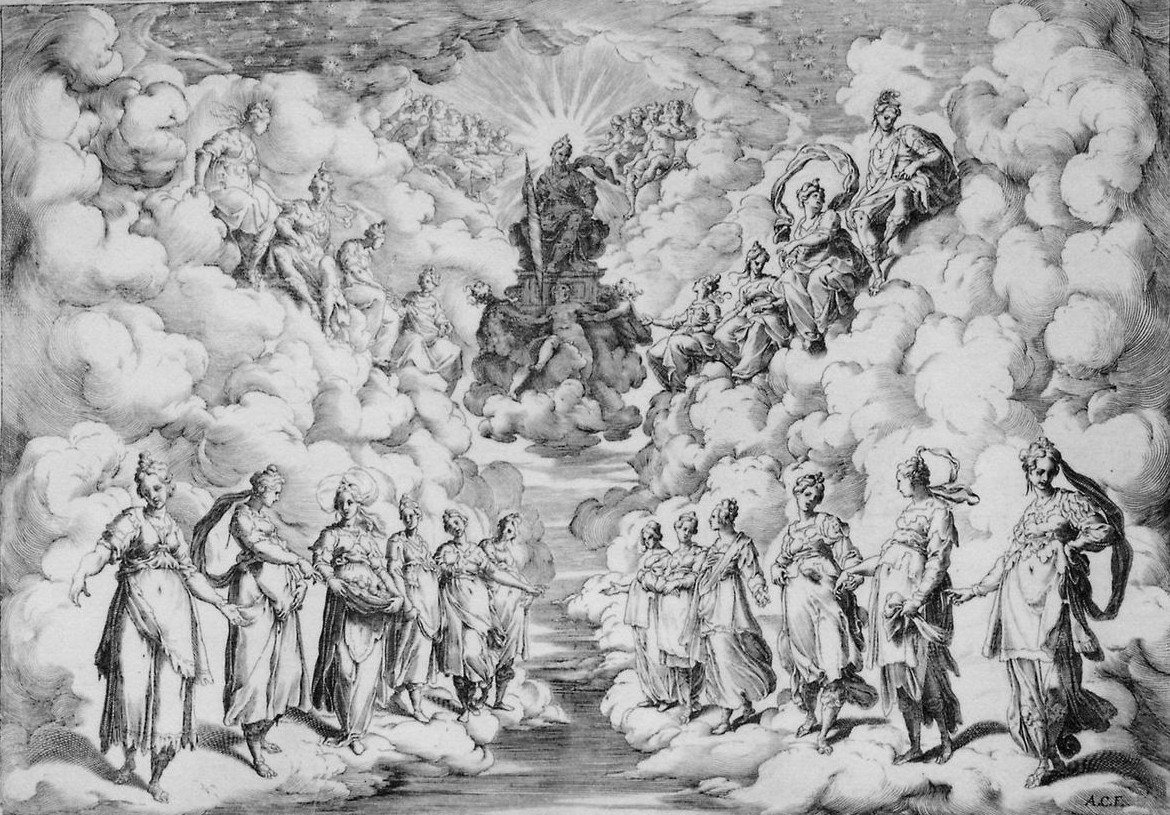
Erstes Intermedium in La Pellegrina, Harmonie der Sphären für die Medici-Hochzeit, 1589, von Bernardo Buontalenti entworfen

Bargagli schuf sein bekanntestes Werk, die Komödie La Pellegrina, welche zur Hochzeit des Medici-Fürsten Großherzog Ferdinand I. mit der Prinzessin Christine von Lothringen im Jahr 1589 uraufgeführt wurde. Die aufgrund ihrer zahlreichen Verwechslungen und scheinbaren Enttäuschungen bis zum glücklichen Ende der einer Tragödie nahestehenden Komödie wurde in einer Tradition mit Pietro Aretinos Il Marescalco, Giovanni Maria Cecchis L'assiuolo und Annibale Caros Gli Straccioni sowie des unbekannteren Werkes Alessandro Piccolominis L'Alessandro gesehen.
Bei der posthumen Aufführung im Rahmen der Hochzeit beeindruckten die musikalisch-szenischen Intermedien der damals angesagtesten Komponisten in Florenz: Giulio Caccini, Emilio de’ Cavalieri, Cristofano Malvezzi und Luca Marenzio sowie der junge Jacopo Peri. Für das Libretto dieser Zwischenspiele zeichnete Ottavio Rinuccini, Giovanni de’ Bardi und Laura Guidiccioni verantwortlich. Aufgrund des unerwartet großen Erfolgs der Intermedien beim Publikum bezeichnete ein heutiger Musikredakteur das zugrunde liegende Theaterstück „eher [als] die Schwachstelle des Festes. [Die Intermedien hätten] (...) dann auch alles glanzvoll herausgerissen.“
Fest steht, dass die Medici mit der Art und Weise des höfischen Festes als theatrum mundi, also dem Theater der Welt  einen Trend begründeten, der in einer nahezu geraden Linie über Ludwig XIII. und seiner Mutter, Maria de’ Medici die nicht nur dem Geschlecht der Toskana entstammte, sondern die Nichte des 1589 verheirateten Ferdinando I. de’ Medici war, zum höfischen Idealtypus des Absolutismus Ludwig XIV. führte, dem letztlich alle europäischen Fürsten nacheiferten. Dass damit die Basis der frühen Form der Oper gelegt wurde, zeigte schon die Mitwirkung Jacopo Peris, der als Mitbegründer der Oper galt. Peri sang die Rolle des Arion im 5. Intermedium seiner eigenen Arie Dunque fra torbide onde (Also zwischen den trüben Wellen) selbst, in der er die wundersamen Kräfte der Musik rühmte. Dem beschreibenden Kommentar zufolge, der 1591 zusammen mit dem Stück veröffentlicht wurde, soll Jacopo Peri das Publikum durch seinen Gesang und sein Geschick auf der Chitarrone besonders in seinen Bann geschlagen haben. Des Weiteren muss Agostino Carracci die Himmelszene aus La Pellegrina gestochen haben, obwohl sein Wirkungskreis weniger auf Siena bezogen war.
Neben diesen zwei Hauptwerken schrieb Bargagli rund 50 Sonette, die zum Teil in verschiedenen Sammlungen bekannt wurden, zum Teil unveröffentlicht blieben. Selbst die Gesangsstücke in La Pellegrina waren in Sonettform verfasst.
Bargagli publizierte auch unter folgenden Pseudonymen: Materiale Intronato, Il Materiale und  Hieronymus Bargagli.

## Werke
- Dialogo de'Giuochi che nelle vegghie Sanesi si usano di fare. Siena 1572.[27]
- La Pellegrina. Siena 1605.